# Is It Love
Is It Love è un singolo del gruppo musicale statunitense Mr. Mister, il terzo estratto dall'album Welcome to the Real World. Raggiunse l'ottavo posto della Billboard Hot 100 nel maggio 1986. La canzone è stata utilizzata per i titoli di coda del film Sorveglianza... speciale nel 1987.

## Tracce[2]
7" Single
1. Is It Love – 3:32
2. 32 – 4:37

12" Single
1. Is It Love (Dance Mix) – 6:24
2. Broken Wings – 5:45
3. Is It Love (Dub Mix) – 4:12

## Classifiche
| Classifica (1986)             | Posizione massima |
| ----------------------------- | ----------------- |
| Belgio (Fiandre)              | 29                |
| Canada                        | 20                |
| Germania                      | 42                |
| Paesi Bassi                   | 32                |
| Regno Unito                   | 87                |
| Stati Uniti                   | 8                 |
| Stati Uniti (mainstream rock) | 17                |